# L'Avocate
 (mai 2024).
La mise en forme du texte ne suit pas les recommandations de Wikipédia : il faut le « wikifier ».
Les points d'amélioration suivants sont les cas les plus fréquents :
- Les titres sont pré-formatés par le logiciel. Ils ne sont ni en capitales, ni en gras.
- Le texte ne doit pas être écrit en capitales (les noms de famille non plus), ni en gras, ni en italique, ni en « petit »…
- Le gras n'est utilisé que pour surligner le titre de l'article dans l'introduction, une seule fois.
- L'italique est rarement utilisé : mots en langue étrangère, titres d'œuvres, noms de bateaux, etc.
- Les citations ne sont pas en italique mais en corps de texte normal. Elles sont entourées par des guillemets français : « et ».
- Les listes à puces sont à éviter, des paragraphes rédigés étant largement préférés. Les tableaux sont à réserver à la présentation de données structurées (résultats, etc.).
- Les appels de note de bas de page (petits chiffres en exposant, introduits par l'outil «  Source ») sont à placer entre la fin de phrase et le point final[comme ça].
- Les liens internes (vers d'autres articles de Wikipédia) sont à choisir avec parcimonie. Créez des liens vers des articles approfondissant le sujet. Les termes génériques sans rapport avec le sujet sont à éviter, ainsi que les répétitions de liens vers un même terme.
- Les liens externes sont à placer uniquement dans une section « Liens externes », à la fin de l'article. Ces liens sont à choisir avec parcimonie suivant les règles définies. Si un lien sert de source à l'article, son insertion dans le texte est à faire par les notes de bas de page.
- La présentation des références doit suivre les conventions bibliographiques. Il est recommandé d'utiliser les modèles {{Ouvrage}}, {{Chapitre}}, {{Article}}, {{Lien web}} et/ou {{Bibliographie}}. Le mode d'édition visuel peut mettre en forme automatiquement les références.
- Insérer une infobox (cadre d'informations à droite) n'est pas obligatoire pour parachever la mise en page.

Pour une aide détaillée, merci de consulter Aide:Wikification.
Si vous pensez que ces points ont été résolus, vous pouvez retirer ce bandeau et améliorer la mise en forme d'un autre article.
 (mai 2024).
Personnages
- Ida Laroche, l’avocate
- Clairette Parmentier
- Agathe
- La nourrice
- Cabillaud, le président
- Richard Villebois
- Maurice Parmentier
- Benjamin
- Jean
- Poupart, le médecin
- Le greffier
- Roussard, le concierge
- L’huissier
- Le substitut
- Premier garde
- Deuxième garde

L’Avocate est une opérette en trois actes sur un livret de Laurent Gerrebos et Gaby de Crésac, et une musique d'Hippolyte Ackermans. Ce dernier en a également fait une adaptation en Grande fantaisie pour orchestre. L'opérette est créée à Liège, au Théâtre du Pavillon de Flore, le 24 février 1917. Elle est également produite à Bruxelles au théâtre des Folies-Bergère le 31 août de la même année.

## L'opérette

### Argument du livret

#### Acte un: Chez l'avocate
La pièce commence dans le cabinet de l’avocate Ida Laroche. Un domestique apporte des fleurs régulièrement depuis quelques jours et se fait à chaque fois remballer.
Clairette et Maurice, des amis de l’avocate, viennent lui rendre visite afin de lui annoncer leur envie de divorcer.
Richard, l’expéditeur des fleurs, vient avouer en personne son amour, mais Ida refuse encore une fois ses avances.
M. Cabillaud, président de la cour de Justice, arrive pour avouer également son amour à l’avocate, mais n’y arrive pas. Ida lui demande son aide pour le cas du divorce de ses amis.
Richard organise un faux cambriolage afin de se faire arrêter pour se faire défendre par Ida.
Cabillaud, par jalousie, décide d’enfermer Richard et en profite pour l’accuser d’être le bandit recherché « Cloche de bois », même si la description n’est même pas approchante.

#### Acte deux: Au Palais de Justice
L’action continue au palais de justice lors du procès de « Cloche de bois ». Cabillaud a levé la séance.
Clairette s’extasie auprès d’Ida sur les sacrifices et les preuves d’amour de Richard.
Tout le monde s’étonne du bonheur retrouvé dans le couple de Clairette et Maurice. Il explique ce changement par le fait de ne plus jamais contrarier sa femme.
Cabillaud tente à nouveau d’exprimer ses sentiments à Ida, en vain.
Les témoins sont appelés à la barre, mais n’identifient pas Richard comme étant le bandit « Cloche de bois ». Un médecin légiste phrénologue, Dr Poupart, affirme avoir examiné Richard et selon son examen craniologique, il aurait été incapable de commettre le moindre crime, sa nature est trop bonne.
L’huissier apporte alors une dépêche à Cabillaud qui lui informe que le vrai « Cloche de bois » venait d’être arrêté. Le procès est annulé, Richard libéré.

#### Acte trois: Chez l'avocate
De retour chez l’avocate, dans un intérieur plus luxueux, grâce aux nouveaux clients qu’elle a récupéré avec sa nouvelle réputation.
Richard, parti en voyage faire le tour du monde, envoie tous les jours une carte postale. Clairette et Maurice viennent présenter leur nouveau-né à Ida.
Richard, revenu de voyage, voudrait s’entretenir avec Ida. Il lui parle alors de la place qu’elle prend dans sa vie et que grâce à l’étude phrénologique qui a été faite sur lui, elle connaît son caractère. Tout en se rapprochant, il lui avoue que sans elle, il n’est plus que la moitié de lui. Il lui prend la main et ils s’embrassent. Leur amour est enfin réciproque.

### Créations

#### Personnages et distributions
|                         | À Liège, le 24 février 1917 | À Bruxelles, le 31 août 1917 |
| ----------------------- | --------------------------- | ---------------------------- |
| Ida Laroche, l'avocate  | Mme F. de Brasy             | Mme L. Lermigneau            |
| Clairette Parmentier    | Mme Wernez                  | Mme Daisy Grace              |
| Agathe                  | Mme Sorène                  | Mme Delières                 |
| La nourrice             | Mme Plumier                 | Mme Marthy                   |
| Cabillaud, le président | M. Druart                   | M. Spey                      |
| Richard Villebois       | M. Bartholomez              | M. Lefèvre                   |
| Maurice Parmentier      | M. Paulus                   | M. Charlier                  |
| Benjamin                | M. Jodin                    | M. Andrey                    |
| Jean                    | M. Dorival                  | M. Valdo                     |
| Poupart, le médecin     | M. Alberty                  | M. de Lormeau                |
| Le greffier             | M. Hans                     | M. Hermans                   |
| Roussard, le concierge  | M. Christophe               | M. Léoni                     |
| L'huissier              | M. Destordeur               | M. Réno                      |
| Le substitut            | M. Duval                    | M. Simon                     |
| 1er garde               | M. Potdevin                 | M. Bresse                    |
| 2e garde                | M. Mathoul                  | M. Marcot                    |

Les Chœurs : Les juges et jurés, la foule.
La chorégraphie du ballet des avocates est réglée par Mme Versturme, et dansée par Mmes Darbrelle et Versturme.
Direction artistique par Paul Brenu.
Chef d’orchestre lors de la création (Liège) : Hippolyte Ackermans,.

#### Réception
Selon la note de l’éditeur du livret, la pièce « a été décrite comme alternant entre délicatesse et comique. La création (…) a fait réellement sensation dans le monde théâtral et a marqué l’étape d’un brillant succès. (…) [Elle] plaît, intéresse et captive même à la lecture.
Quelques critiques peuvent être retrouvées dans les archives des journaux Le Messager de Bruxelles, La Belgique, et Le Bruxellois.

### Compositeur et librettistes

#### Hippolyte Ackermans
Hippolyte Ackermans, né à Laeken le 9 avril 1886 et mort à Uccle le 31 août 1965, est compositeur, chef d’orchestre et pianiste belge. Il est connu également sous le pseudonyme de Teddy Moon. Il fait ses études au Conservatoire royal de Bruxelles. Il compose surtout de nombreuses chansons, valses, fox-trots, pasodobles et danses populaires dans le genre de la musique de variétés. Parmi ces chansons, une sera interprétée par Tino Rossi : Le Noël des Petits Santons.
Il compose également une chanson pour Édith Piaf : Chand d’habit. Pendant la guerre, il compose aussi La marche des poilus.
En collaboration avec Laurent Gerrebos et Gaby de Crésac, il composera deux opérettes : L’Avocate et Le Charme étrange.

#### Laurent Gerrebos et Gaby de Crésac
Laurent Gerrebos et Gaby de Crésac sont des auteurs belges, très prolifiques dans le domaine des livrets d’opérettes : Le charme étrange, L’Avocate, Coiffeur de Dames, La folle Régence !, L’oiseau rare !, Madame Nick Carter…

### Numéros musicaux

#### Premier acte
- Ouverture
- no 1, Duetto – Après 3 mois de mariage (Clairette, Maurice)
- no 2, Trio – Chers amis quelle nouvelle (Ida, Clairette, Maurice)
- no 3, Mélodrame et Duetto – Je préfère vous le dire (Ida, Richard)
- no 4, Couplets – Je m’étais juré (Cabillaud)
- no 5, Ballade – On raconte l’histoire (Richard)
- no 6, Ensemble – Au voleur, au voleur (Concierge, Agathe, Jean, Chœurs – Maurice, Clairette Cabillaud, Ida)
- no 7, Final – C’est peine inutile (Ida, Richard, Cabillaud, Agathe, tous les rôles et chœurs)

#### Deuxième acte
- Entr’acte
- no 8, Couplets et Chœurs – Quelle prestance (Greffier et chœurs)
- no 9, Valse – Réfléchis un instant (Clairette)
- no 10, Quintette – Trois jours suffisent (Maurice, Cabillaud, Substitut, Médecin, Greffier)
- no 11, Mélodie – J’ai senti passer un frisson (Ida)
- no 11 bis, Entrée des Chœurs – Reprenons place (Chœurs)
- no 12, Ensemble – Quoi, lui, c’est inconcevable (Chœurs, Richard, Clairette, Maurice, Cabillaud, tous les rôles et chœurs)
- no 12 bis, Ballet
- no 13, Final – Non vraiment je n’ai pas de chance (Richard, Ida, Cabillaud, Clairette, Maurice)

#### Troisième acte
- no 14, Ensemble et Chœurs - Nous reviendrons tout à l’heure (Chœurs)
- no 15, Couplets – J’avais avec chagrin (Maurice)
- no 16, Duetto – J’ai senti passer un frisson (Ida, Richard)
- no 17, Final – Qu’est-ce les magistrats (Ida, Richard, Clairette, Maurice, Cabillaud, Benjamin, tous les rôles et chœurs[13])

## L'adaptation pour orchestre
L’Avocate, Grande fantaisie sur l’opérette, op. 92 de H. Ackermans : dédiée à son « ami Keyseler, l’excellent chef d’orchestre », cette œuvre pour orchestre rassemble les thèmes musicaux de l’opérette.
| Instrumentation de la Grande fantaisie sur l’opérette                                    |
| Cordes                                                                                   |
| ---------------------------------------------------------------------------------------- |
| Premiers violons, seconds violons, altos, violoncelles, contrebasses, 1 piano conducteur |
| Bois                                                                                     |
| 2 flûtes, 1 hautbois, 2 clarinettes, 1 basson                                            |
| Cuivres                                                                                  |
| 2 cors en fa, 2 pistons, 3 trombones                                                     |
| Percussions                                                                              |
| Batterie – Timbales, Jeux de timbres                                                     |